# Atractia
Atractia is een vliegengeslacht uit de familie van de roofvliegen (Asilidae).

## Soorten
- A. psilogaster (Wiedemann, 1828)
- A. pulverulenta Schiner, 1867